# Хайнрих XXXV (Шварцбург-Зондерсхаузен)
Хайнрих I (XXXV) фон Шварцбург-Зондерсхаузен „Диамантеният княз“ (на немски: Heinrich I (XXXV) von Schwarzburg-Sondershausen, „der Diamantenfürst“; * 8 ноември 1689 в Зондерсхаузен; † 6 ноември 1758 във Франкфурт на Майн) е до 1740 г. апанаж принц на Койла и от 1740 до 1758 г. управляващ княз на Шварцбург-Зондерсхаузен, граф на Хонщайн, господар на Зондерсхаузен, Арнщат и Лойтенбергг.
Той е син на княз Христиан Вилхелм фон Шварцбург-Зондерсхаузен (1647 – 1721) и втората му съпруга принцеса Вилхелмина Кристина фон Саксония-Ваймар (1658 – 1712), дъщеря на херцог Йохан Ернст II фон Саксония-Ваймар. Брат е на Август I (1691 – 1750) и Кристиан (1700 – 1749).
През 1740 г. Хайнрих наследява бездетния си по-голям полубрат Гюнтер XLIII. Хайнрих живее охолно, притежава сбирка от диаманти на стойност поливин милион талери, и затова е наричан „диамантеният княз“. Той има 37 каляски, едната е златна.
Понеже не се разбира с братята и сестрите си той завещава алод-собствеността си на херцога на Саксония-Кобург.
Той умира неженен през 1758 г. Княз на Шварцбург-Зондерсхаузен става принц Кристиан Гюнтер, най-възрастният син на брат му Август I.